# Narasimhagupta

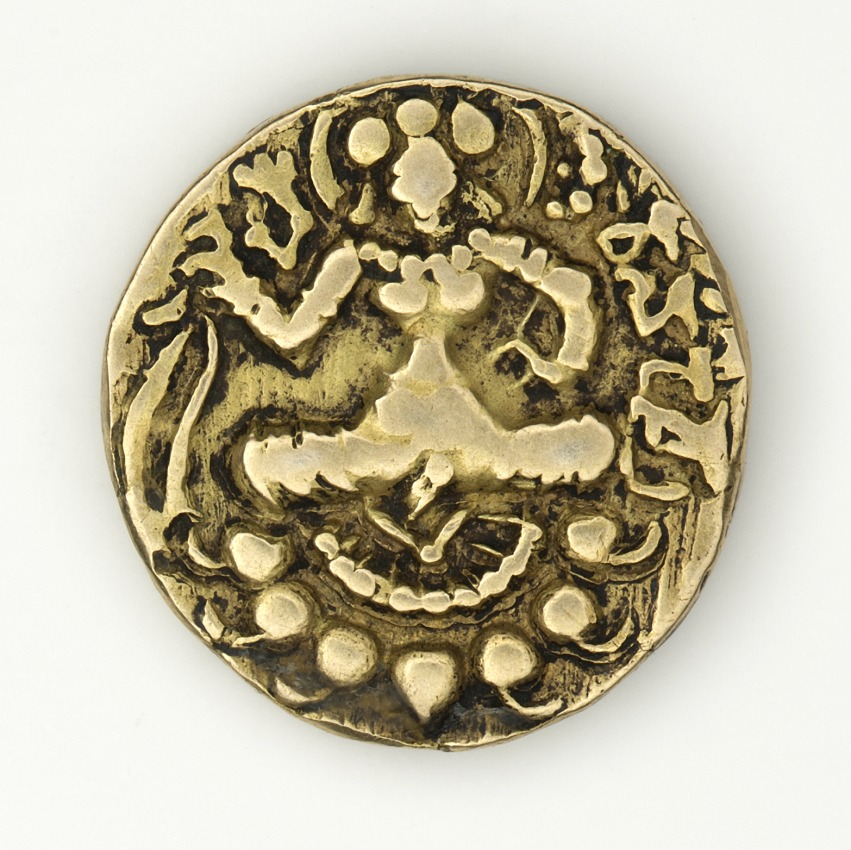
Gouden munt geslagen tijdens de regering van Narasimhagupta

Narasimhagupta Baladitya (±470 - ±535) was keizer van het Guptarijk in de eerste decennia van de 6e eeuw. Hij was volgens inscripties de broer en opvolger van keizer Budhagupta, die rond het jaar 497 stierf. Na de dood van Budhagupta vielen de Witte Hunnen het Guptarijk binnen, om tot in Malwa door te dringen. Dit betekende het einde van de hegemonie van de Gupta's over het noorden van India. Niet alleen viel het westelijke deel van het Guptarijk in handen van de Hunnen, ook erkenden plaatselijke gouverneurs en bevelhebbers de Gupta's niet langer als soeverein.
De historische bronnen over deze periode geven geen duidelijk beeld van de situatie binnen de Guptadynastie. Mogelijk werd Narasimhagupta in Magadha gekroond, maar in Bengalen kwam gelijktijdig een andere Guptavorst (Vainyagupta) aan de macht. Van deze Vainyagupta zijn munten gevonden, en een inscriptie met het jaartal 188 uit de Guptatelling (506 n.Chr.). Daarnaast komt een Guptavorst met de naam Bhanugupta voor, die rond 510-511 in Malwa sneuvelde in de strijd tegen de Hunse leider Toramana. Het is mogelijk dat het Guptarijk na de dood van Budhagupta verdeeld werd, maar Vainyagupta en Bhanugupta kunnen ook vazallen of onderkoningen van Narasimhagupta geweest zijn. Duidelijk is dat de Gupta's door de Hunnen tussen 500 en 528 teruggedreven waren naar het oostelijke deel van de Gangesvlakte (Magadha). Volgens de Chinese monnik Xuanzang, die India een eeuw later bezocht, zou de Guptakeizer gedwongen zijn geweest schatting aan Toramana te betalen.
In 528 versloeg Yashodharman, de koning van Malwa, de Hunnen bij Eran. Yashodharman opereerde als onafhankelijk vorst, niet als ondergeschikte van de Gupta's. Over hem is vrijwel niets met zekerheid bekend, maar hij lijkt even snel verdwenen te zijn als hij was opgekomen, hetgeen Narasimhagupta tijdelijk in staat kan hebben gesteld tot een bescheiden herstel van de macht van de Gupta's. Volgens de inscripties werden de Hunnen na Yashodharmans overwinning door Narasimhagupta naar Kasjmir en over de Indus teruggedreven. 
Narasimhagupta moet rond 535 gestorven zijn. Er zijn twee opvolgers bekend: zijn zoon Kumaragupta III en (daarna) zijn kleinzoon Vishnugupta, die hun macht slechts over een klein gebied deden gelden. Na 543 zijn geen verdere inscripties bekend van de keizerlijke dynastie en kan aangenomen worden dat deze ten einde was gekomen.